# Монторо (Анкона)
Монторо је насеље у Италији у округу Анкона, региону Марке.
Према процени из 2011. у насељу је живело 551 становника. Насеље се налази на надморској висини од 184 м.